# بخش مرکزی شهرستان هرند
بخش مرکزی یکی از بخش‌های شهرستان هرند استان اصفهان ایران است.

## تقسیمات کشوری
- بخش مرکزی شهرستان هرند
  - دهستان امامزاده عبدالعزیز
  - دهستان هاشم‌آباد

شهر: هرند

## جمعیت
براساس سرشماری عمومی نفوس و مسکن در سال ۱۳۹۵، جمعیت بخش مرکزی شهرستان هرند برابر با ۱۶،۲۰۳ نفر بوده‌است.